# 700th Anniversary Stadium
700th Anniversary Stadium – wielofunkcyjny stadion w Chiang Mai, w Tajlandii. Został otwarty w 1995 roku. Pojemność stadionu wynosi 25 000 widzów. Nazwa obiektu symbolizuje 700. rocznicę miasta Chiang Mai, którą obchodzono rok po oddaniu go do użytku. Swoje spotkania na stadionie rozgrywają piłkarze klubu Chiangmai FC. Obiekt był główną areną Igrzysk Azji Południowo-Wschodniej 1995, gościł także część spotkań piłkarskich podczas Igrzysk Azjatyckich 1998 oraz Mistrzostw Świata U-19 kobiet 2004.